# South Fork (Colorado)
South Fork ist eine Town im Rio Grande County im Süden des US-Bundesstaates Colorado nahe der Grenze zum Mineral County. 
South Fork liegt über 2500 m (genau 8180 feet) hoch im San Louis Valley an der Mündung des South Fork Rio Grande in den Rio Grande und hat 386 Einwohner (Stand 2010). Die Gegend ist schon auf Grund der Höhenlage relativ karg. Der jährliche Niederschlag beträgt 400 mm, überwiegend als Schnee im Winter. Der Ort weist über 300 Sonnentage im Jahr auf. Die Stadt wird vom U.S. Highway 160 erschlossen, seit 1999 ist South Fork der Endpunkt der Bahnlinie der Union Pacific Railroad. Der nächste Flughafen liegt 25 km östlich in Del Norte.
Der Ort entstand 1882 aus einer schon bestehenden Postkutschenstation beim Bau der Denver and Rio Grande Western Railroad nach Creede, Colorado, die für die dortigen Silber-Minen gebaut wurde. Erst im April 1992 wurde sie als selbständige Gebietskörperschaft vom Typ einer town eingetragen und ist damit eine der jüngsten selbständigen Gemeinden Colorados. Ursprünglich beruhte die Wirtschaft des Ortes auf der Forstwirtschaft und dem Bergbau, heute lebt die Gemeinde vom Tourismus. Der Ort ist fast vollständig vom Rio Grande National Forest umgeben, einem Nationalforst unter der Verwaltung des U.S. Forest Service. Der Oberlauf des Rio Grande ist ein beliebtes Revier zum Rafting, die Wälder haben Wanderwege und Mountainbike-Trails. Der Staatshighway 149 ist westlich von South Fork als Silver Thread Scenic Byway ausgewiesen, er folgt einer alten Postkutschenroute und der seit 1999 stillgelegten Eisenbahn durch die Berge zum historischen Wagon Wheel Gap, einem Durchbruchstal im vulkanischen Gestein der San Juan Mountains.